# Club Nintendo Awards 2002
Club Nintendo Awards 2002 är en sammanställning av bästa Nintendo-spel 2002. (Spelet måste ha lanserats i Sverige under 2002).

## Resultaten
- Bästa grafik
  - Star Fox Adventures
- Bästa ljud/musik
  - Super Smash Bros. Melee
- Bästa handling
  - Metroid Fusion
- Bästa spelfigur
  - Samus Aran (Metroid Fusion m.fl.)
- Bästa minispel
  - Home-Run Contest (Super Smash Bros. Melee)
- Bästa multiplayerspel
  - Super Smash Bros. Melee
- Mest originella spel
  - Pikmin
- Bästa/roligaste kommentar
  - "Nobody ever brings me gifts anymore" (Warp Stone i Star Fox Adventures)
- Mest irriterande moment
  - Tursamma tärningsslag av motståndarna (Mario Party 4)
- Bästa actionspel
  - Star Wars: Rogue Squadron II: Rogue Leader
- Bästa fightingspel
  - Super Smash Bros. Melee
- Bästa pusselspel
  - Eggo Mania
- Bästa racingspel
  - Wave Race: Blue Storm
- Bästa rollspel
  - Golden Sun
- Bästa sportspel
  - Tony Hawk's Pro Skater 4
- Bästa strategispel
  - Advance Wars
- Bästa äventyrsspel
  - Star Fox Adventures
- Bästa Game Boy-spel
  - Metroid Fushion
- Bästa Nintendo Gamecube-spel
  - Star Fox Adventures
- Bästa Nintendospel

1. Super Smash Bros. Melee
2. Metroid Fushion
3. Super Mario Sunshine